# Rathaus Leiden

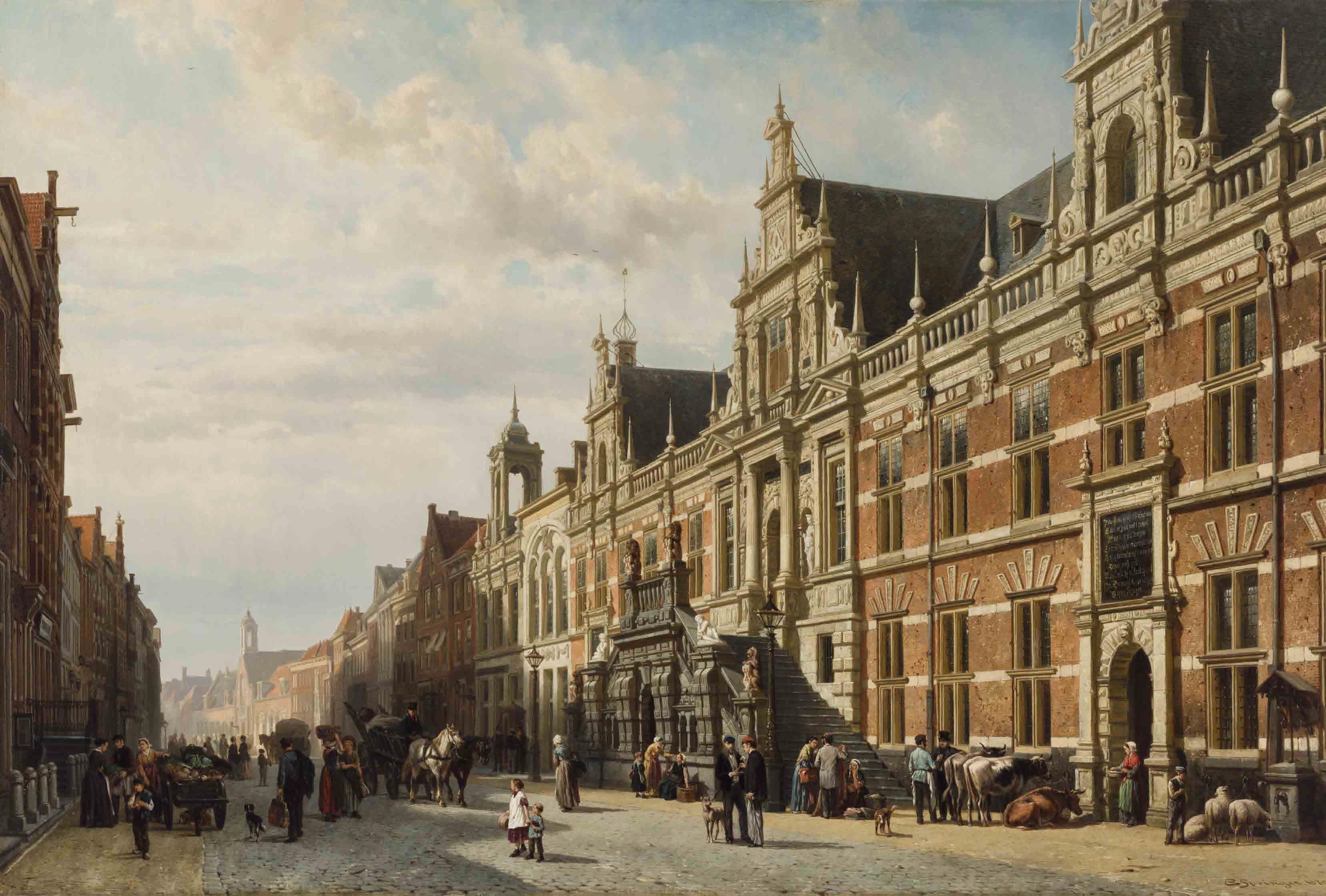
Historische Darstellung von Cornelius Springer

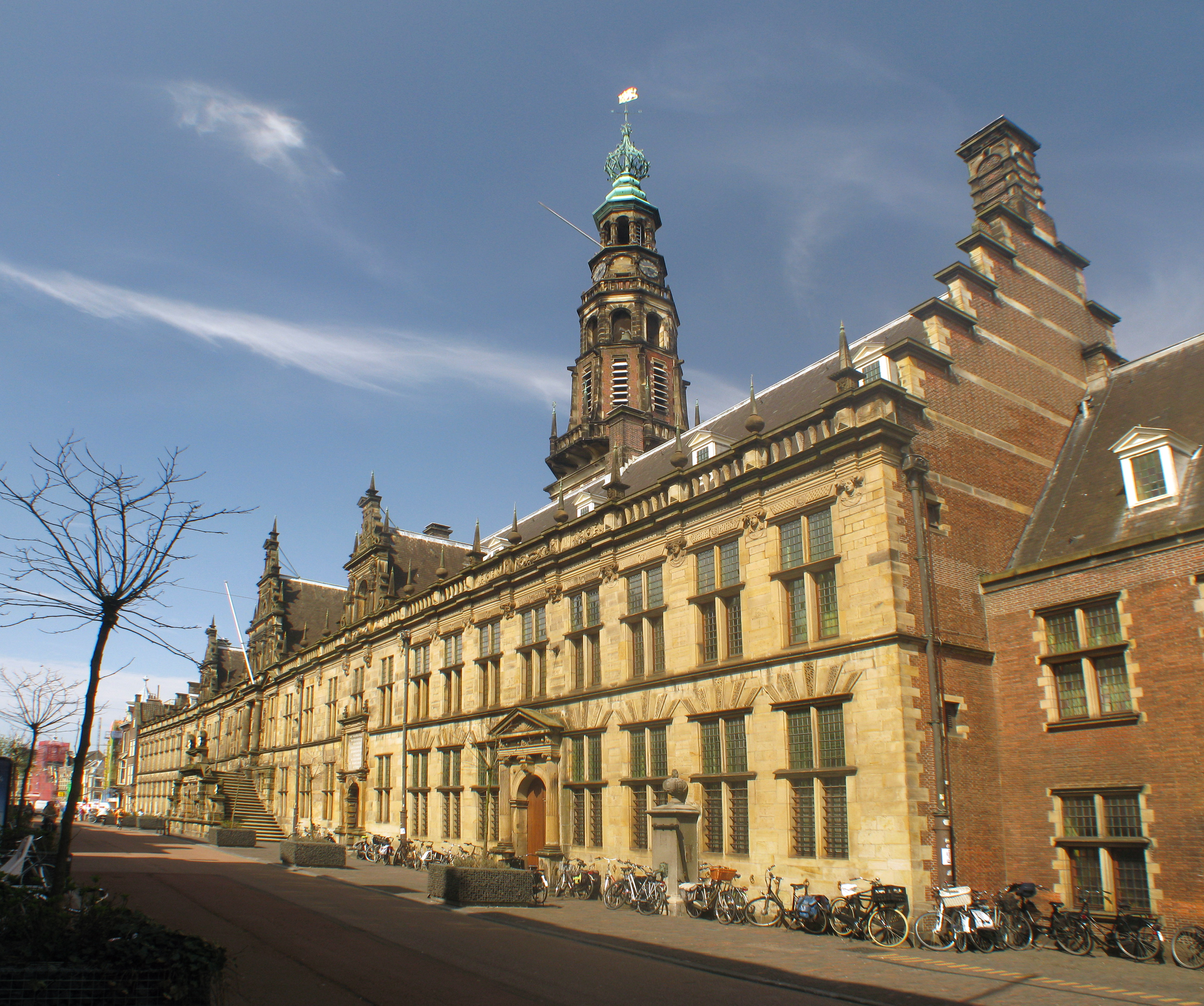
Rathaus Leiden

Das Rathaus von Leiden (niederländisch Stadhuis van Leiden) wird als Veranstaltungsort für Hochzeiten und als Versammlungsort für die Stadt genutzt. Das Rathaus befindet sich zwischen der Breestraat und dem Vismarkt in der niederländischen Stadt Leiden.

## Altes und neues Rathaus
An der Breestraat befindet sich die alte Renaissancefassade aus dem Jahr 1600, die von Lieven de Key, dem Steinmetz aus Haarlem, und Lüder von Bentheim entworfen wurde, der zur gleichen Zeit auch die Renaissancefassade des Bremer Rathauses errichtete. An der Vismarktseite befindet sich das renovierte Rathaus, das 1932 nach einem verheerenden Brand am 12. Februar 1929 vom Architekten C. J. Blaauw entworfen wurde. Ein Entwurf von W. M. Dudok wurde abgelehnt. Da das Feuer viele Gebäude am Vismarkt zerstörte, war es möglich, auf dieser Seite zu erweitern und einen quadratischen Platz (Stadhuisplein) zu schaffen. Die Räume unter dem Rathaus auf dem Platz beherbergen heute ein Restaurant und ein Unterhaltungszentrum.

## Geschichte
Soweit sich feststellen lässt, besaß die Stadt Leiden bereits im Jahr 1350 ein Rathaus. Dieses war nicht mehr als eine Halle mit einem Turm. Im ersten Stock befand sich ein Sitzungssaal für die Stadtverwaltung. In der Nacht vom 24. auf den 25. August 1350 brach ein Feuer aus. Von dem Rathaus blieb nichts übrig. Das nun wieder aufgebaute Rathaus war um 1410 zu klein geworden und musste erweitert werden. Zu diesem Zweck wurden Häuser und Höfe in der Umgebung gekauft. Im Erdgeschoss wurde die Fleischhalle eingerichtet, und im ersten Stock wurde eine Halle für die Inspektion und den Verkauf von Tuchen gebaut. Später wurden diese beiden Räume verkauft.
Im Jahr 1426 wurde im Erdgeschoss ein Raum für die Sitzungen der Ratsherren eingerichtet. Außerdem gab es einen Raum für die vier Bürgermeister. Nach der Einrichtung des „Kollegiums der vierzig Ratsherren“ (Vorläufer des Gemeinderats) im Jahr 1449 war eine Erweiterung erforderlich. In den Jahren 1455 und 1457 wurden die beiden Nachbarhäuser gekauft, womit das mittelalterliche Rathaus seine größte Ausdehnung erreichte. Eine neue Turmspitze kam 1460 hinzu. 1481 kam es zu einer Explosion des im Rathaus gelagerten Schießpulvers. Dabei wurde der Ratssaal zerstört.
Nach einem Brand im Jahr 1573 wurde eine neue Turmspitze errichtet, die bis zum Brand von 1929 erhalten blieb. Nach der Belagerung von Leiden im Jahr 1574 blühte die Stadt dank des Wachstums der Textilindustrie auf. Das Rathaus musste verschönert werden. Die neue Fassade des Rathauses wurde von dem städtischen Steinmetz Claes Cornelisz. van Es entworfen, der von den Entwürfen des Haarlemer Steinmetzes Lieven de Key beeinflusst wurde. Diese Fassade aus Obernkirchener Sandstein gilt als die längste Renaissance-Fassade der Niederlande. Der Bau erfolgte in den Jahren 1595–1597. Das Gebäude dahinter blieb unverändert. Auch das Innere des Rathauses wurde mit Gemälden und Gobelins (Wandbehänge mit eingearbeiteten Figuren) verschönert.
Nicht nur der Stadtrat (vier Bürgermeister, ab 1808 ein Bürgermeister und vier Schöffen) konnten hier untergebracht werden, sondern auch die Kuratoren der Universität, die ab Ende des 17. Jahrhunderts ihre Sitzungen im Rathaus abhielten. Im Jahr 1681 erhielten sie einen eigenen Raum, der bis 1811 als Sitzungsraum diente.

## Brand im Jahr 1929
Am frühen Morgen des 12. Februar 1929 entdeckte ein Wachmann ein Feuer im Rathaus. Das Feuer war wahrscheinlich von den Kohleöfen ausgegangen, die die Angestellten in der Nacht brennen ließen, um am Morgen normal arbeiten zu können. Zum Zeitpunkt der Entdeckung brannte es bereits lichterloh. Die Feuerwehr rückte mit allen Kräften an, konnte das Gebäude jedoch nicht mehr retten. Die Feuerwehrleute wurden auch durch die Kälte behindert (es herrschte eine Temperatur von −15 bis −18 Grad), und ein Teil des Löschwassers gefror, sobald es auf die Fassade traf. Außer der Fassade wurde das gesamte Rathaus einschließlich des Turms zerstört. Auch ein Teil der Archive und das Melderegister fielen dem Feuer zum Opfer.
Nach dem Großbrand von 1929 wurde die Fassade unter Verwendung von Resten der alten Fassade vollständig im alten Stil wiederaufgebaut. Einige Ziergiebel wurden erneuert und zusammen mit den alten wieder angebracht, die Reste der alten Ziergiebel wurden in einem städtischen Lagerhaus gelagert.

## Turm
Nach dem Brand wurde der Turm an einer anderen Stelle des Rathauskomplexes wiederaufgebaut. Der Unterbau im zeitgenössischen Stil (von 1935/1941), während der Oberbau an den alten Turm von vor 1929 erinnert.

### Glockenspiel
Nach dem Brand des Rathauses im Jahr 1929 wurde der Turm mit einem Glockenspiel mit 49 Glocken aus der Gießerei von A.H. van Bergen in Heiligerlee nachgerüstet. Heute ist ein Glockenspiel mit der Serie G0-C1-D1-chromatisch-c5 an die Klaviatur angeschlossen. Davon wurden die Glocken G0-C1-Dis1 1938 von Van Bergen gegossen und die D1-e1-chromatisch-d2 1951 ebenfalls von Van Bergen. Die übrigen Glocken es2-chromatisch-c5 wurden 1969 von Royal Eijsbouts in Asten hergestellt.

### Geschichte des Glockenspiels

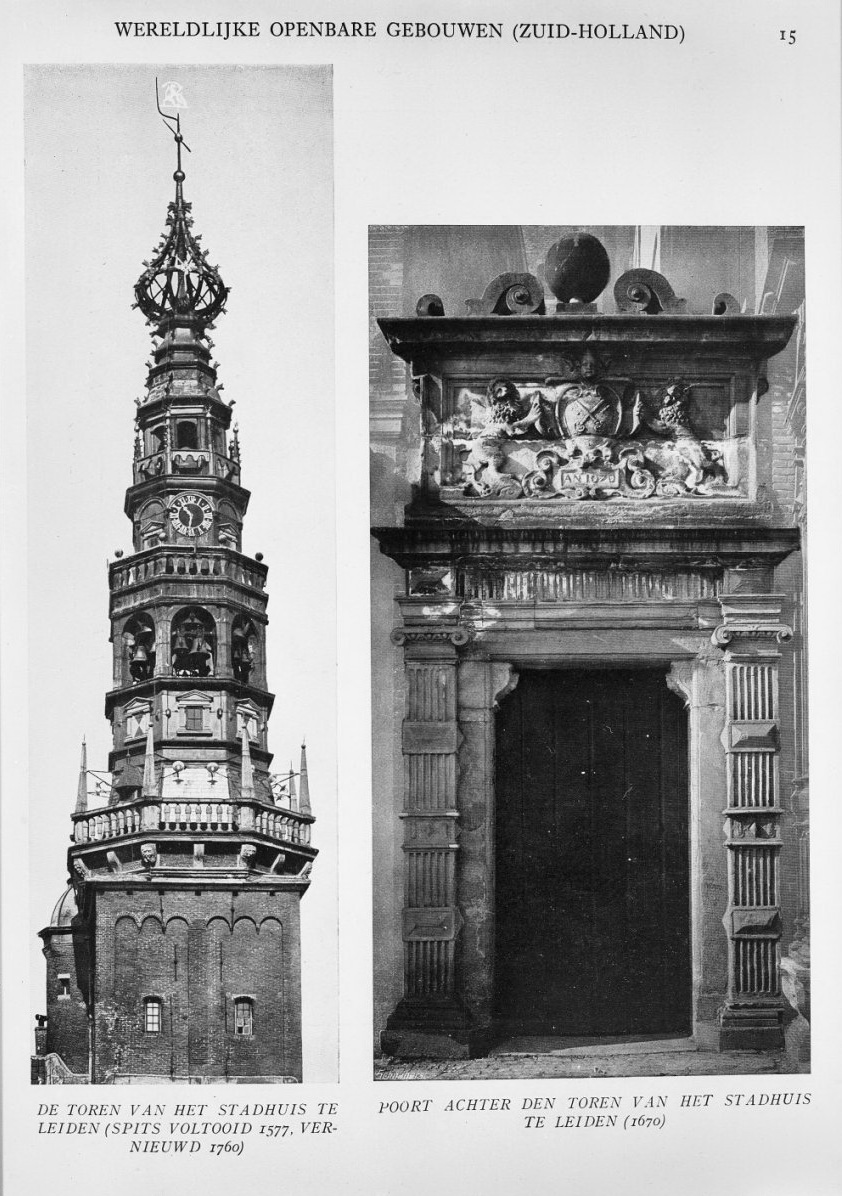
Der Turm in der Zeit um 1916, Reproduktion aus A.Loosjes, Wereldlijke en openbare gebouwen in Zuid Holland Leiden

Bereits im 15. Jahrhundert war Leiden im Besitz eines Glockenspiels, das von Willem van Wou aus Nijmegen gegossen wurde. Dieses Glockenspiel wurde 1460 im Turm des Rathauses aufgehängt. Es bestand aus nur fünf Glocken, die von einer kleinen Spieltrommel geläutet wurden, um über ein Motiv den Stundenschlag der Uhr zu signalisieren. Dieses einfache Glockenspiel ging bei der Explosion von 1481 oder beim Brand von 1573 verloren; in den Archiven gibt es keine Aufzeichnungen darüber. Nach der Belagerung durch die Spanier wurde ein komplettes Geläut mit 23 Glocken, gegossen von dem Glockengießer Hendrick van Trier, erworben und 1583 fertiggestellt. Aufzeichnungen erwähnen Melodien auf der Spieltrommel in diesem Jahr. Anfang 1578 wurde das verlorene Uhrwerk durch ein von Heinrich van Nuijs aus Hasselt in Limburg (Belgien) geliefertes ersetzt. Dieses Glockenspiel hatte auch eine Klaviatur und wurde regelmäßig von einem Glockenspieler gespielt. Ein zweites Glockenspiel mit 16 Glocken wurde bei Peter van den Ghein in Mechelen für den Turm der Saaihal, der heutigen Lodewijkkapel, bestellt.
Bis 1644 wurden die Glocken in Tönen gegossen und waren nie ganz rein. In Zutphen arbeiteten die Gebrüder Hemony zu dieser Zeit an ihrem ersten rein gestimmten Glockenspiel. Viele Städte sollten folgen, um ein solches Glockenspiel zu erwerben. Der Ruhm von Hemony muss auch Leiden erreicht haben. Daher die Unzufriedenheit mit dem van Trier-Glockenspiel auf dem Rathausturm. Auch Leiden wollte ein solches rein gestimmtes Glockenspiel im Rathausturm haben. Im November 1679 wandte man sich an Pieter Hemony in Amsterdam. Hemony hatte noch ein kleines Glockenspiel aus den Jahren 1677/1678 in der Werkstatt vorrätig. Er versprach, es auch mit Bassglocken zu versehen. Da Pieter Hemony im Februar 1680 starb, wurden diese 10 großen Bassglocken von seinem besten Schüler (wie Pieter Hemony selbst sagte) Mammes Fremy gegossen. Zusätzlich zu diesen 10 Bassglocken fertigte Fremy auch eine kleine Diskantglocke. Diese erzeugte ein Glockenspiel, wie es damals in der mitteltönigen Stimmung mit den Tönen Des1-es1-F1-Chromatisch-f4 üblich war. Diese wurden einen Halbton tiefer an die Klaviatur angeschlossen. Die Qualität dieses Fremy-Glockenspiels ist nicht mehr zu hören, da es bei dem Brand von 1929 verloren ging. Ein von Mammes Fremy 1682 für Purmerend gegossenes Glockenspiel ist ebenfalls verloren gegangen.

### Restaurierung von Turm und Glockenspiel
Der Wiederaufbau des Turms sah kein neues Glockenspiel vor. Durch eine Spendensammlung unter den Leidener Bürgern kam es dann doch zu einem neuen Glockenspiel. Die größte Glocke G0 wurde vom Leidener Studenten-Corps gestiftet. Die neuen Glocken wurden 1939 im Turm aufgehängt und am 6. Februar 1941 an die Gemeinde übergeben. Sechsundvierzig Glocken des Satzes wurden 1943 von der deutschen Besatzungsmacht beschlagnahmt. Nach dem Zweiten Weltkrieg kehrten die Glocken nicht mehr zurück. Einige große Glocken waren im Turm geblieben, nämlich die G0-C1 und die Dis1. Im Jahr 1951 wurde mit Geldern aus der Kriegsentschädigung und einer neuen Spendenaktion unter der Leidener Bevölkerung ein neues Geläut gegossen, wieder von Van Bergen aus Heiligerlee. Die Dekoration wurde von der Firma J.H. Addicks aus Amsterdam ausgeführt. Bei einer Restaurierung im Jahr 1969 stimmte Eijsbouts die meisten Glocken von Van Bergen neu, mit Ausnahme der G0, und ersetzte eine große Anzahl von Glocken aus dem Jahr 1951.

### Automatisches Glockenspiel
Im Turm befindet sich noch die große Spieltrommel mit gleitenden Noten von J.H. Addicks, die jedoch nicht mehr benutzt wird. 1969 wurde ein automatisches Spiel mit elektromagnetischen Hämmern installiert, das durch ein Lochband gesteuert wurde. Heutzutage kommen die Signale von einem Computer.

### Handglockenspiel
Bis zu seiner Pensionierung im Jahr 1987 war Rien Ritter der städtische Glockenspieler von Leiden, der das Glockenspiel wöchentlich spielte. Im Jahr 1976 wurde es noch zweimal pro Woche gespielt. Seit 1987 beschäftigt Leiden keinen festen Glockenspieler mehr. Seit Herbst 1987 werden die Glocken des Rathauses 20 Mal im Jahr von Schülern der Nederlandse Beiaardschool gespielt, und zwar mittwochs von 11.30 bis 12.30 Uhr.

## Rheinische Rute
Bis zum Brand von 1929 wurde die Einheit der Rheinischen Rute durch den Abstand zwischen zwei Kerben am Eingang des Rathauses festgelegt. Nach dem Wiederaufbau wurden sie durch zwei eiserne Knäufe ersetzt.

## Renovierung 2020–2022

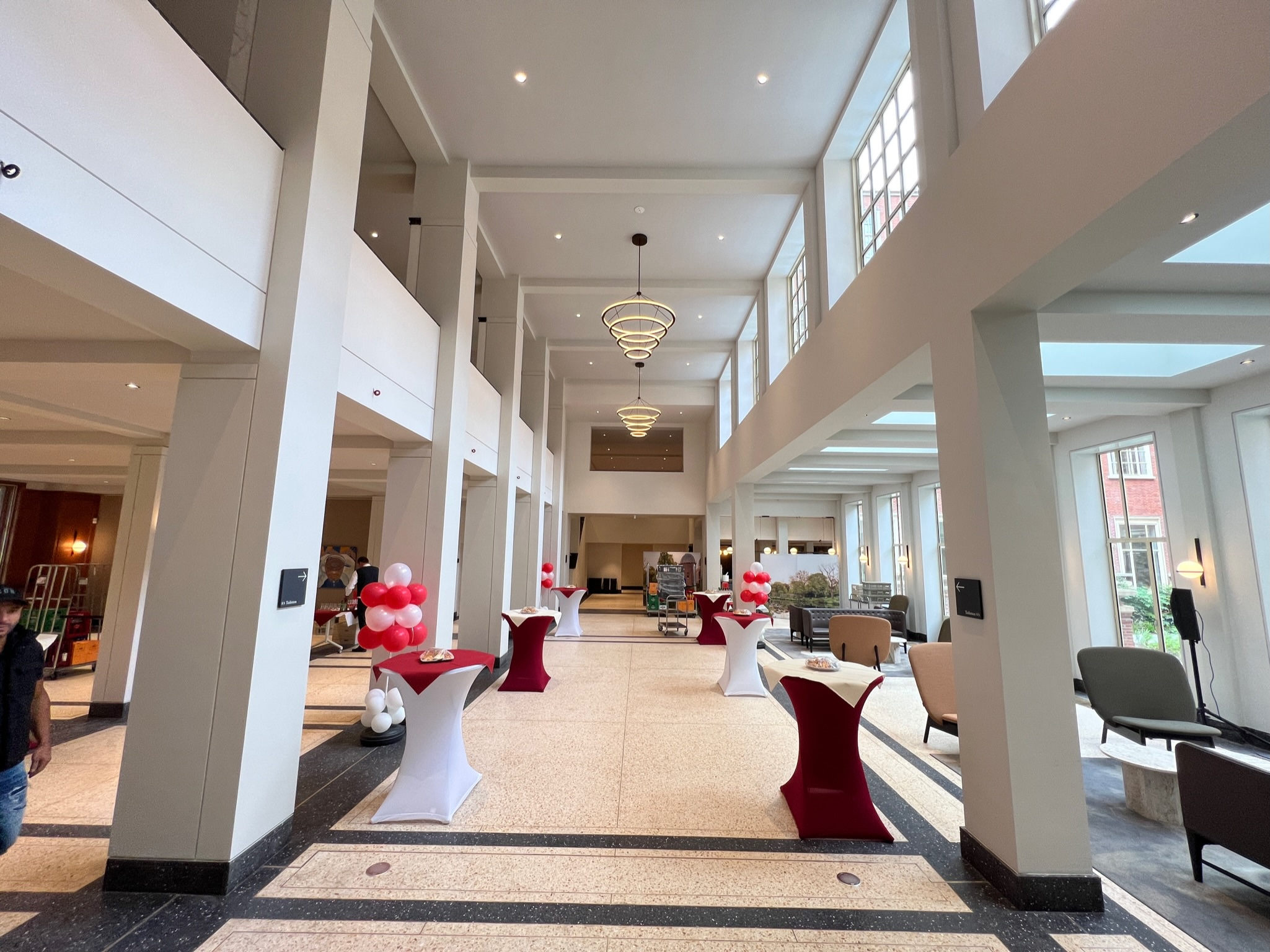
Zentrale Empfangshalle des Rathauses Leiden

Von Januar 2020 bis Juli 2022 war das Rathaus von Leiden für die Öffentlichkeit und die Beamten für ein großes Renovierungs- und Konservierungsprojekt geschlossen. Die Renovierung des Rathauses wurde im Rahmen des Projekts Rehousing für den öffentlichen Dienst durchgeführt, bei dem die Unterbringung von drei Bürostandorten – Stadsbouwhuis, Stationsplein 107 und Stadhuis – auf zwei Bürostandorte – Stadskantoor (Level) und Stadhuis – reduziert wurde. Die öffentlichen Funktionen werden dauerhaft in das neue City Office (Level) neben dem Hauptbahnhof Leiden verlegt. Gleichzeitig mit dem Umzug in das Stadtbüro ab Januar 2020 wurde das Stadhuis für Renovierungsarbeiten geräumt.
Die von Office Winhov und Studio Linse entworfene Renovierung wurde vom Leidener Bauunternehmen Du Prie Bouw en Ontwikkeling durchgeführt. Ein wichtiger Teil der Renovierung ist, dass das monumentale Rathaus wesentlich nachhaltiger gestaltet wurde. Das Gebäude wurde mit einer zusätzlichen Isolierung versehen, einschließlich rückwärtiger Fenster, die zu den monumentalen Fensterrahmen passen, Energie wird mit Sonnenkollektoren auf dem Dach erzeugt und ein Wärmespeicher (Erdwärmeübertrager) wird für Kühlung und Heizung verwendet. Der Wärmeübertrager ist auch mit dem Kanalwasser des Oude Rijn verbunden, wo Energie aus dem warmen Wasser im Sommer gespeichert wird, die im Winter zum Heizen genutzt wird.

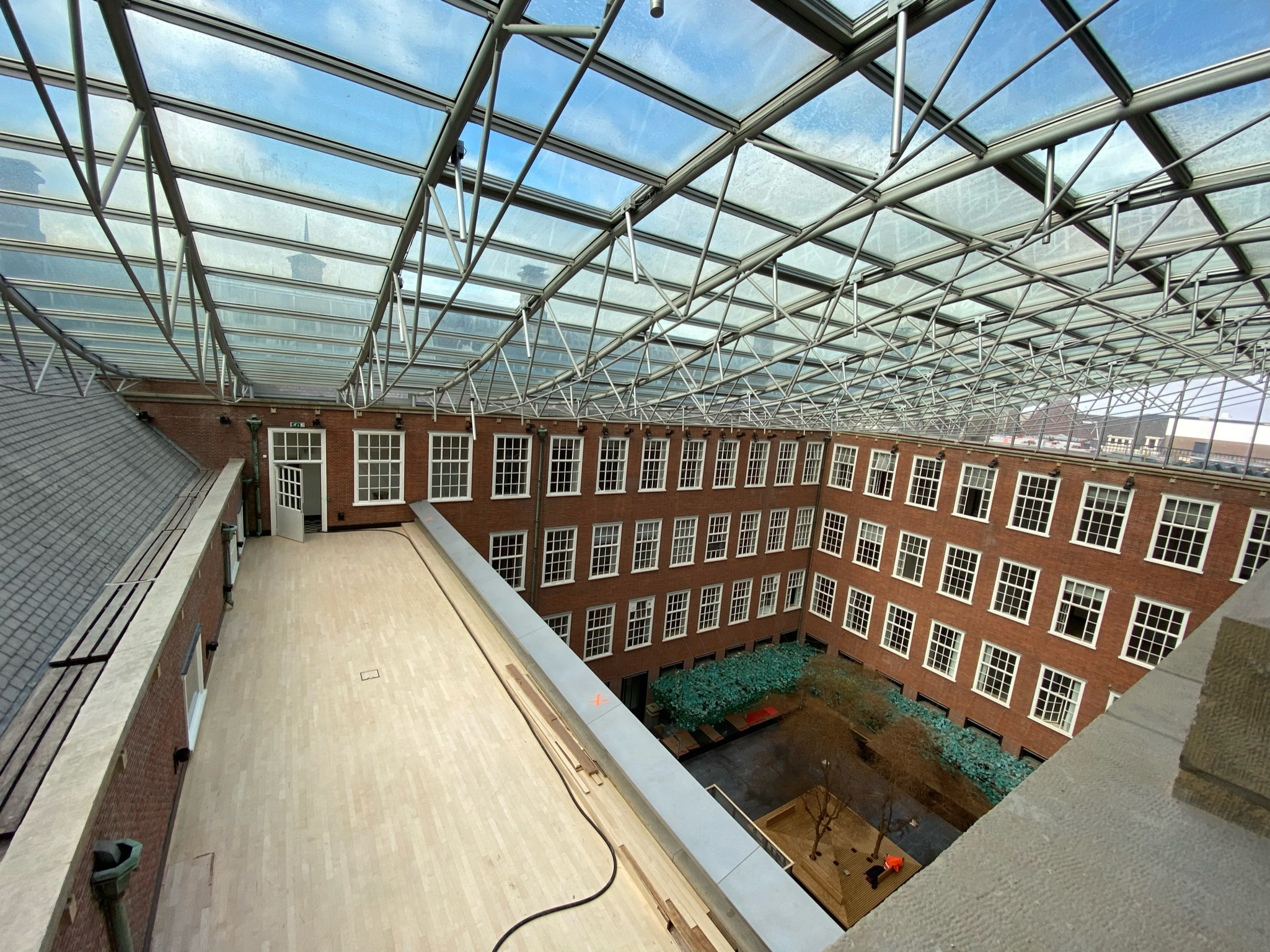
Vordach über dem Rathaus-Innenhof Leiden (bis Januar 2020)

Während der Renovierung wurden weitere Arbeitsplätze geschaffen, so dass jetzt rund 550 Beamte im Rathaus arbeiten können. Eine Reihe von Anpassungen, die nach der Inbetriebnahme des Rathauses im Jahr 1940 vorgenommen wurden, wurden ebenfalls rückgängig gemacht. Die wichtigste sichtbare Anpassung betrifft die Rückkehr des Binnenhofs (Garten), wo zuvor ein Vordach über den öffentlichen Schaltern angebracht worden war. Ein Zwischenboden in dem Raum, der heute die Zentrale Empfangshalle bildet, wurde ebenfalls entfernt. Das Zwischengeschoss beherbergte früher das Zimmer der Kommissare.
Nach der Renovierung wird das Rathaus nicht nur ein Arbeitsplatz für Beamte sein, sondern auch ein Ort für Hochzeiten und Begegnungen der Stadt; der neu gestaltete Hofgarten wird für die Öffentlichkeit zugänglich sein, und es wird einen Empfangsbereich für städtische Initiativen wie Sitzungen und Ausstellungen geben.
Am Mittwoch, dem 1. November 2022, wurde bekannt gegeben, dass das Architekturbüro Office Winhov mit seinem Entwurf für das Rathaus von Leiden den ARC Award - Detailarchitekturpreis gewonnen hat.

## Fotogalerie

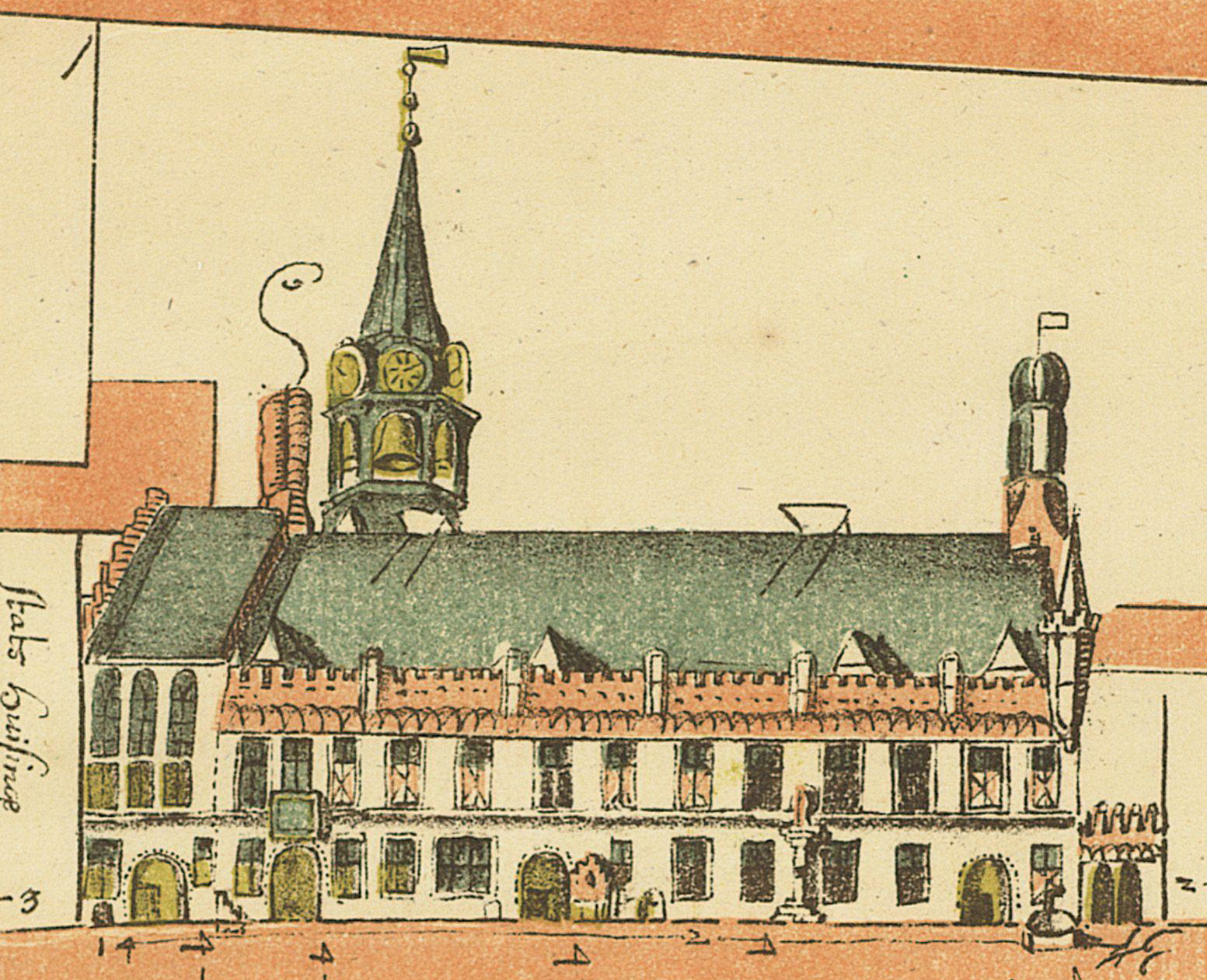
Rathaus von Leiden nach dem Straßenbuch von Salomon Davidsz van Dulmanhorst und Jan Pietersz Dou (um 1583)
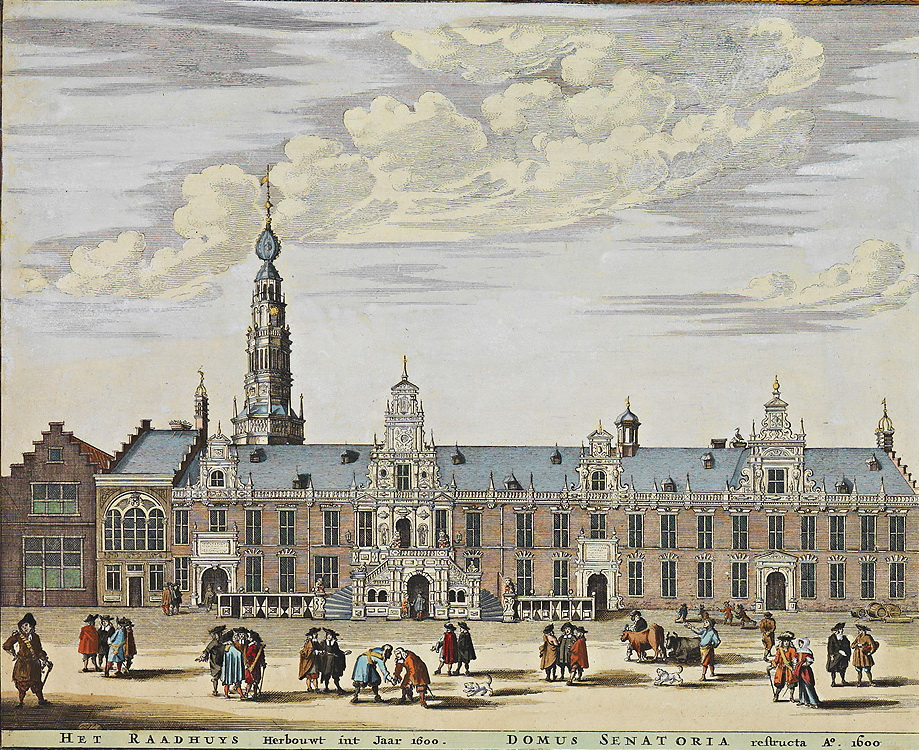
Rathaus von Leiden im Stadtbuch von Frederick de Wit (ca. 1698)
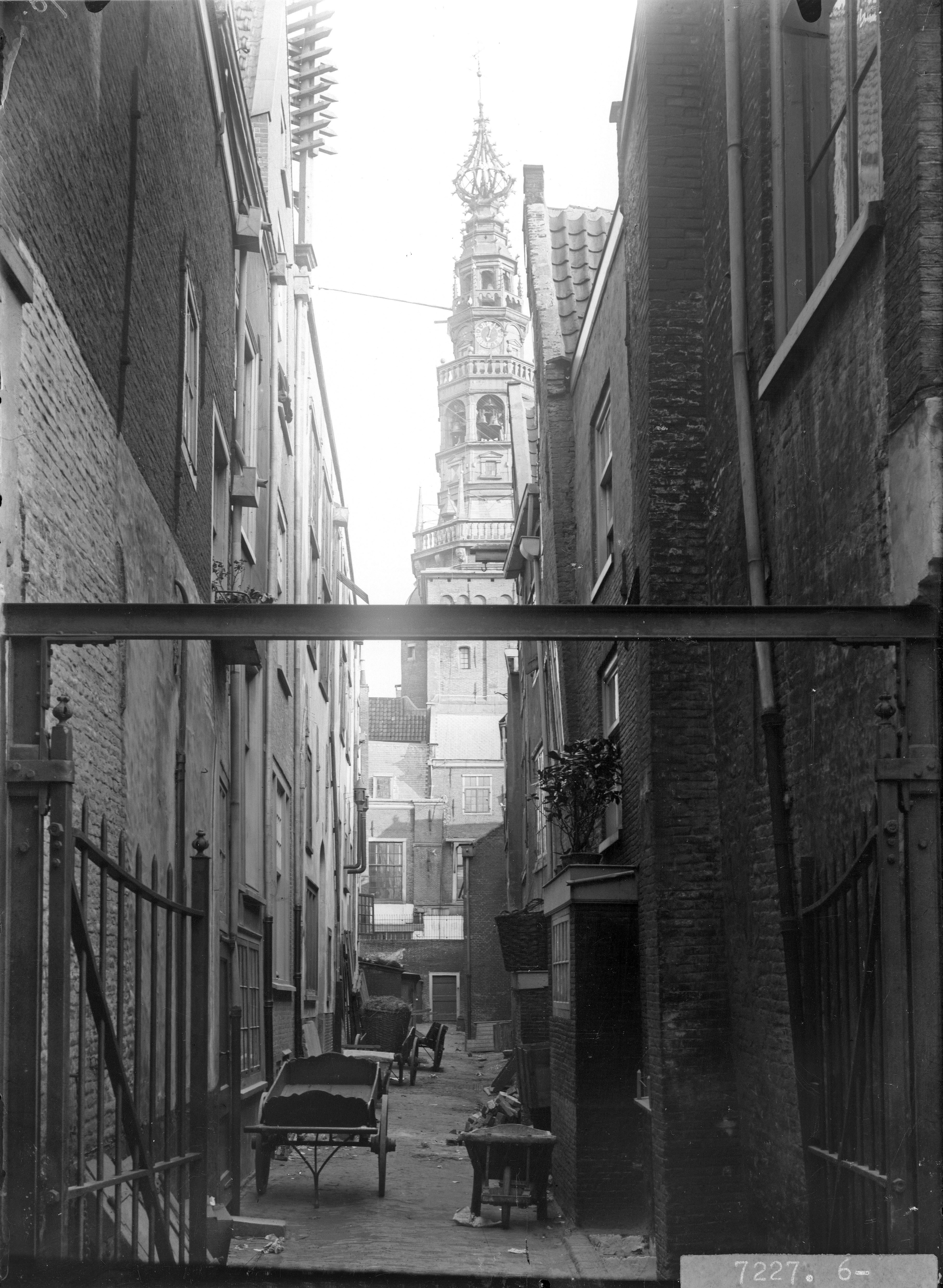
Torensteeg (existiert nicht mehr) mit dem Rathausturm im Hintergrund (Glasnegativ, Ende 19. Jahrhundert)
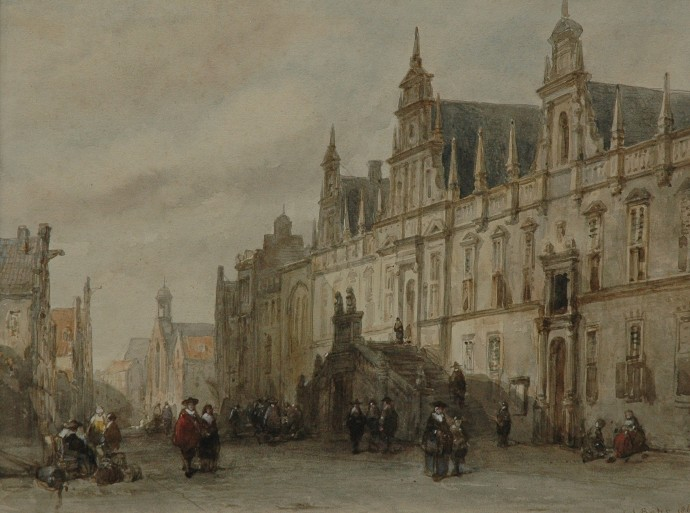
Ansicht des Rathauses von Leiden (1860) von Behr
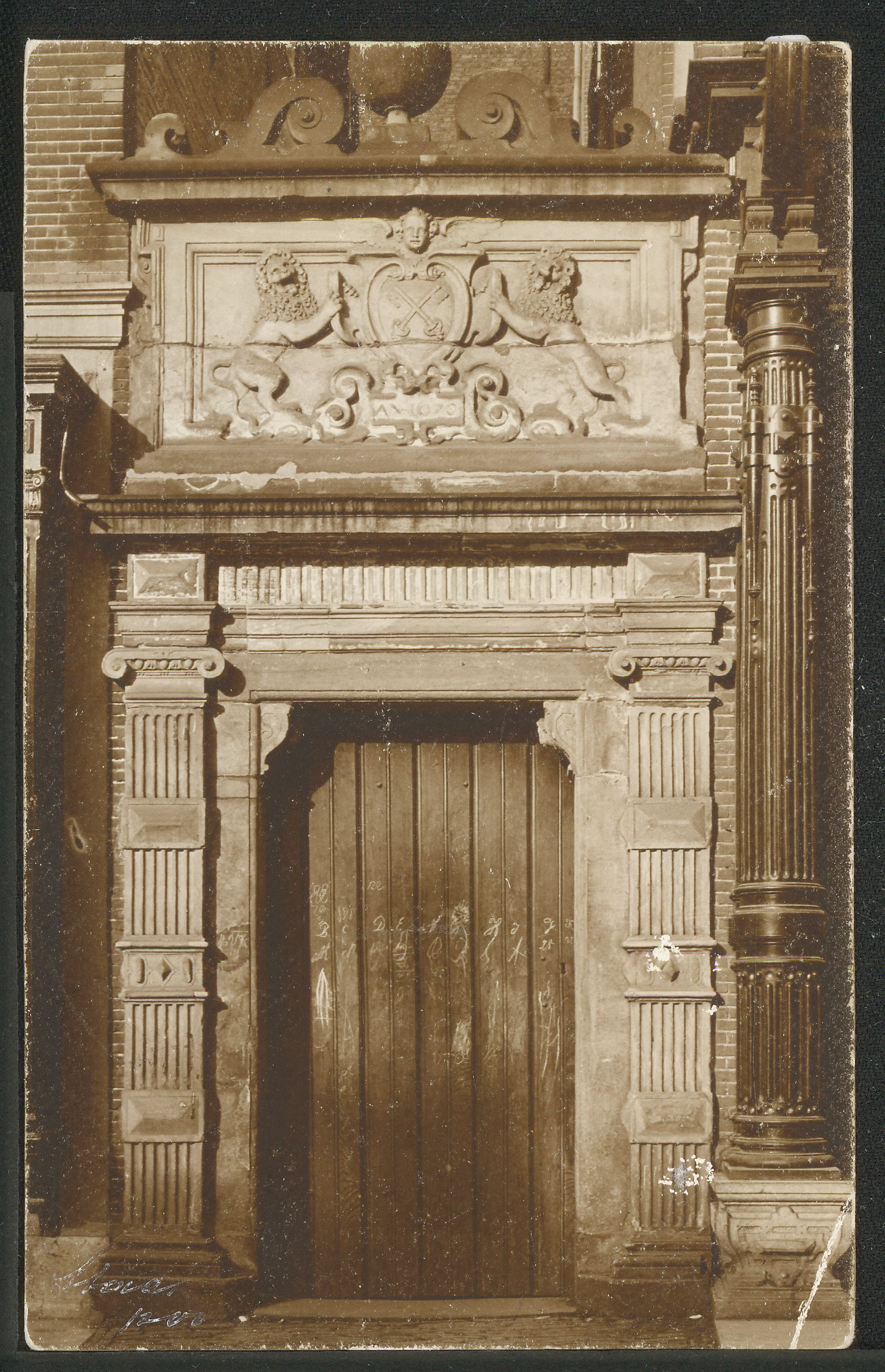
Kleines Tor an der Fischmarktseite (Ansichtskarte, 1860)
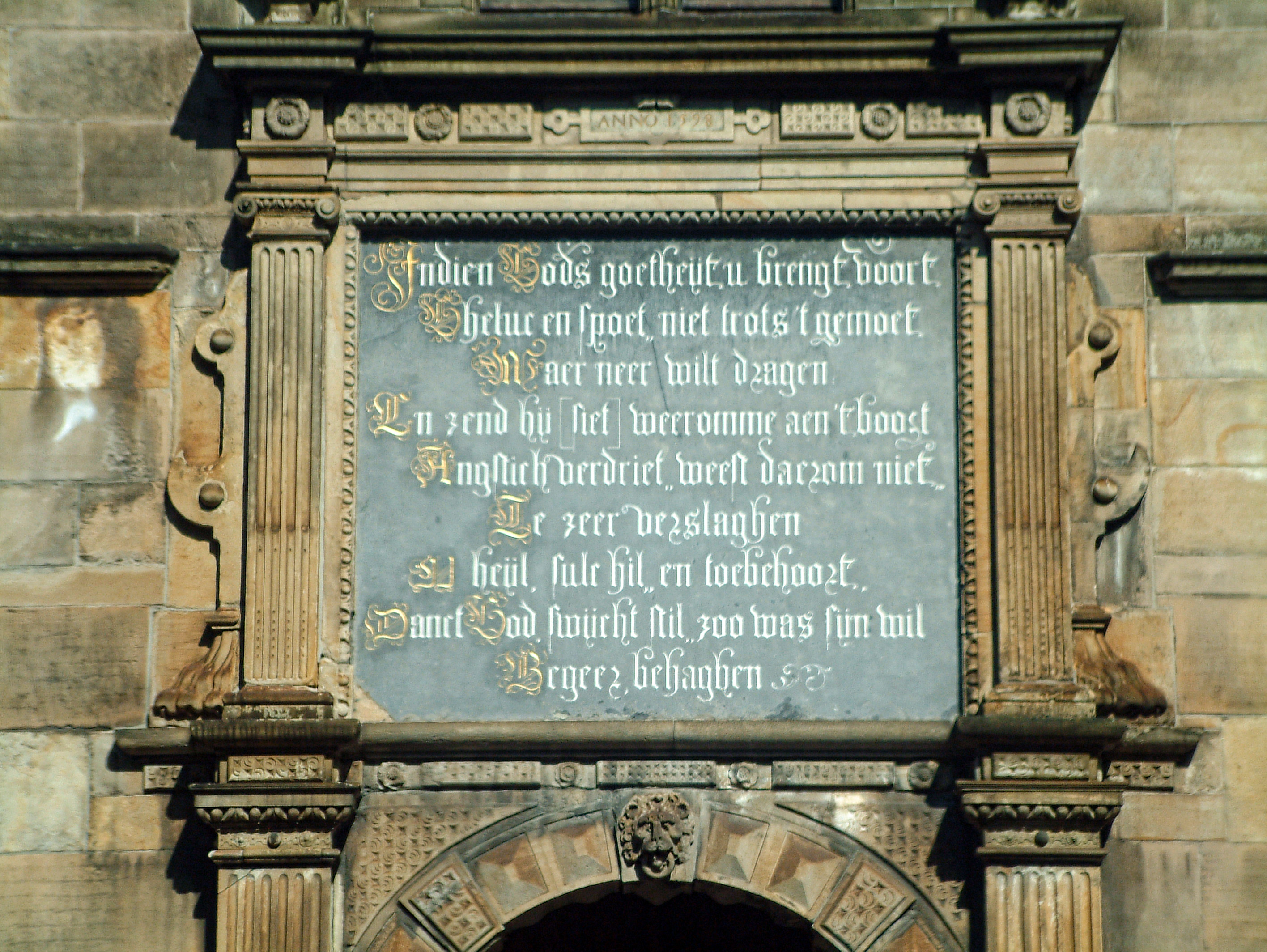
Gedenktafel mit dem Text: Wenn Gottes Güte dich hervorbringt / Glück und Eile (Jan van Hout, 1542–1609)
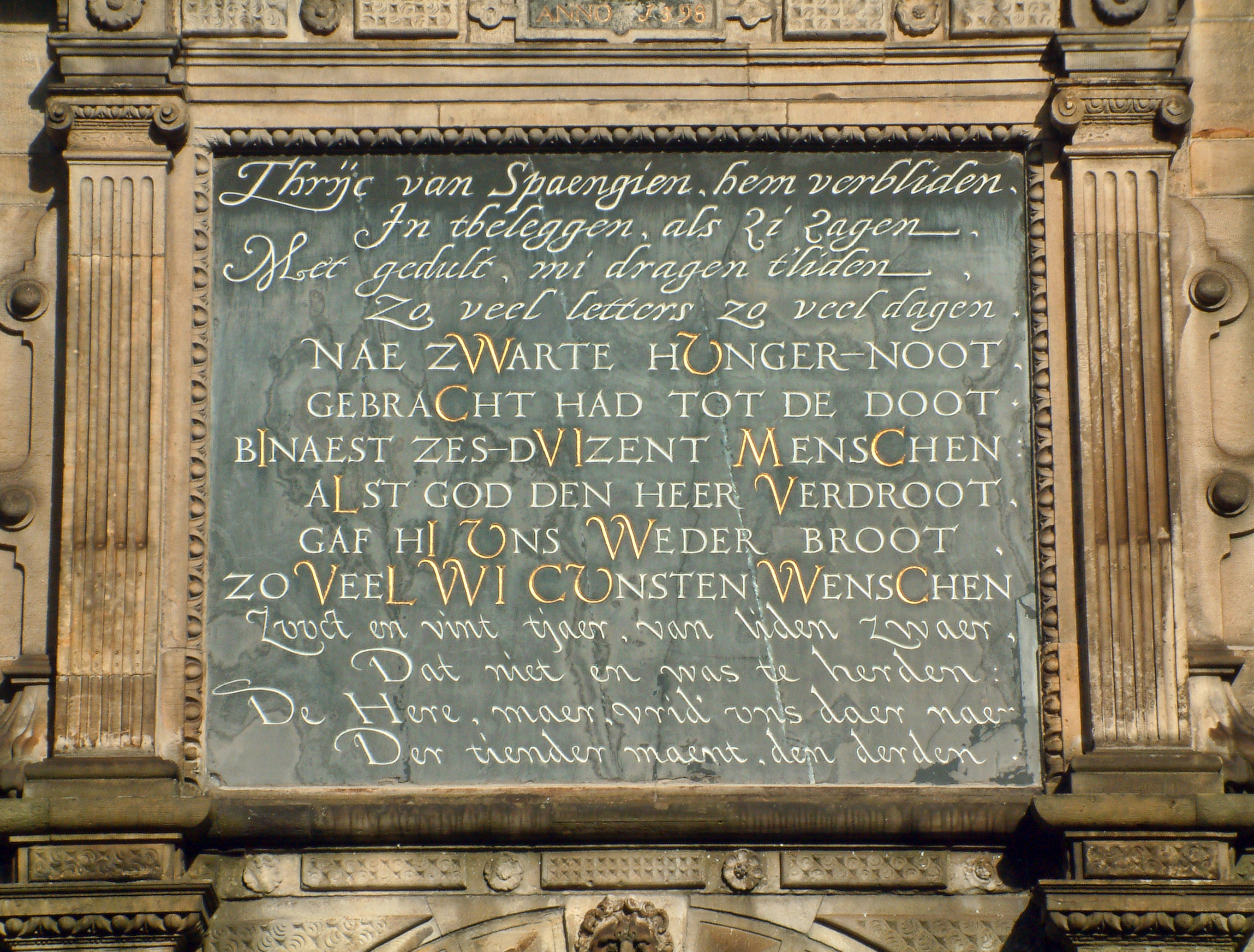
Plakette mit dem Text, die goldenen Buchstaben ergeben als Chronogramm das Jahr 1574 (das Jahr des Schwarzen Hungers).
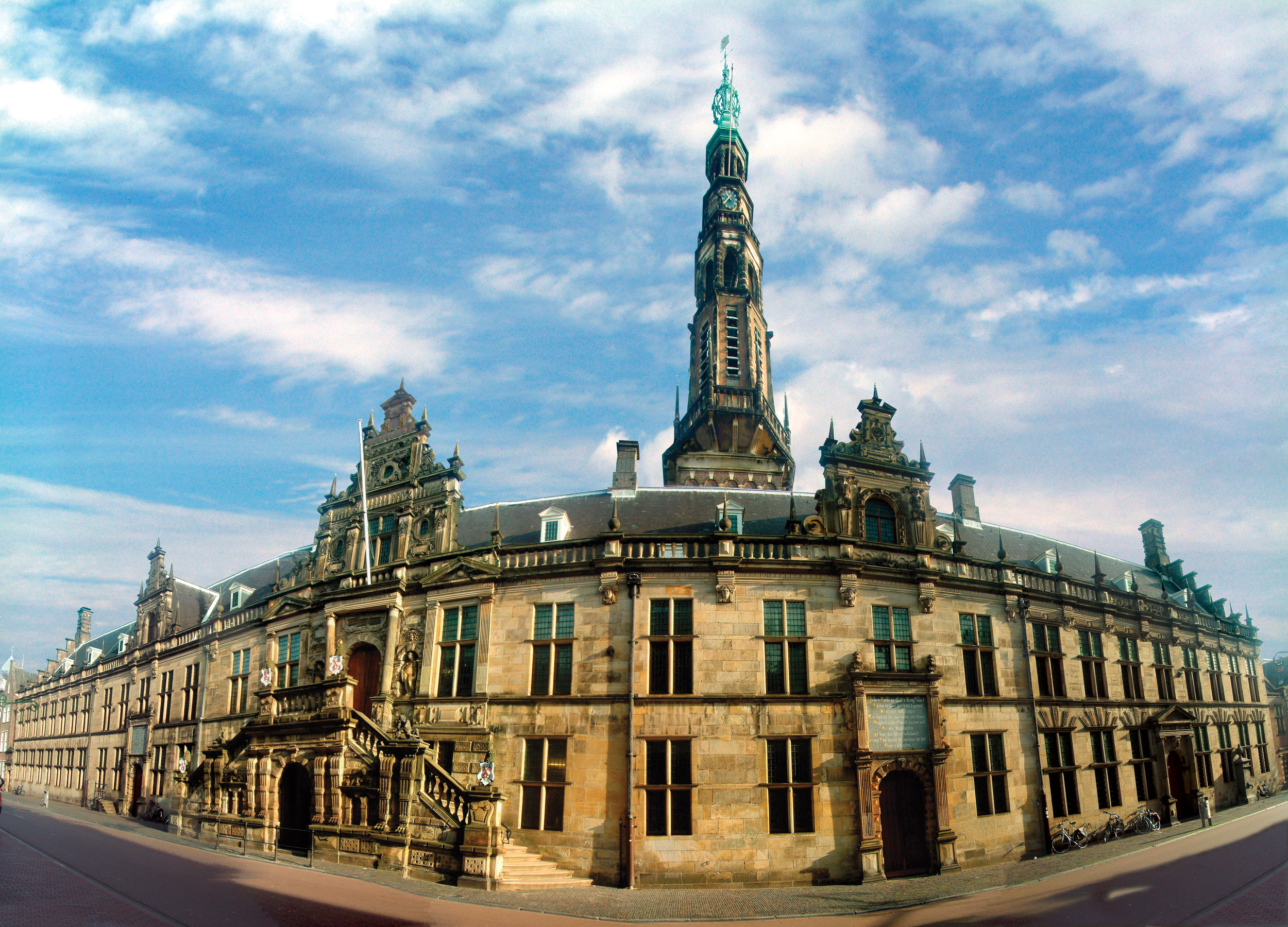
Panorama des Rathauses von Leiden
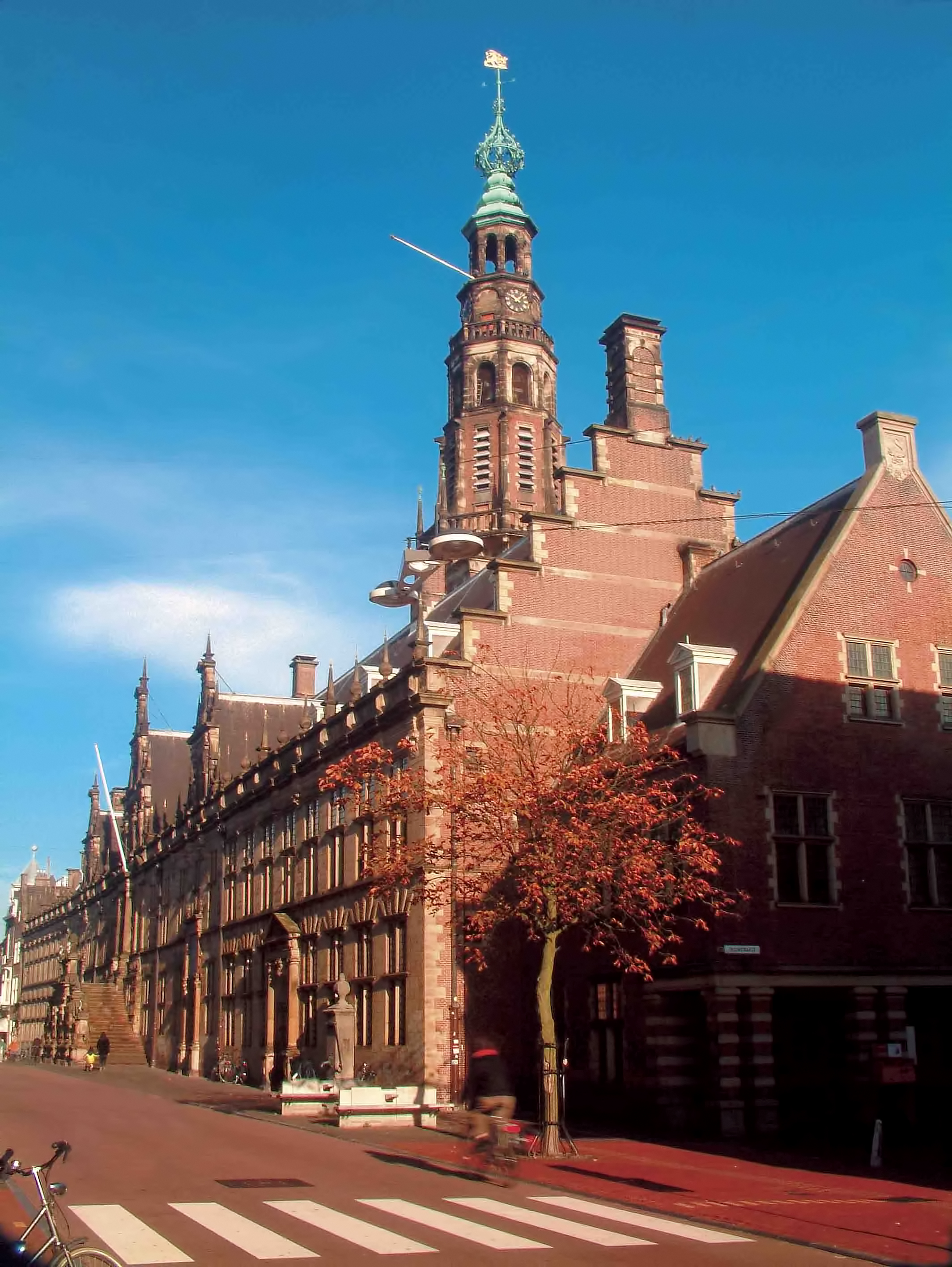
Fassade an der Breestraat
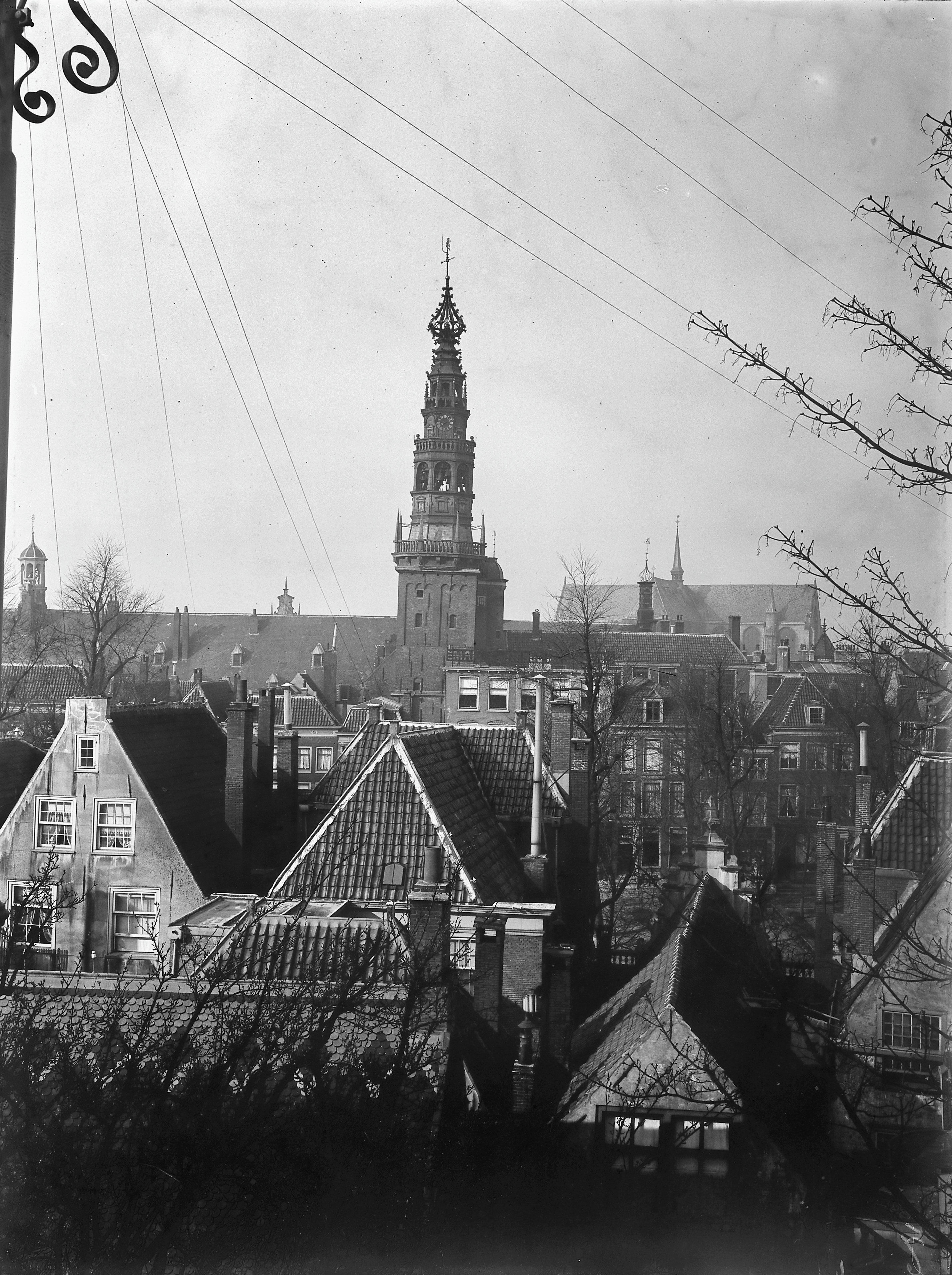
Ansicht des Rathausturms und seiner Umgebung aus dem Jahr 1907
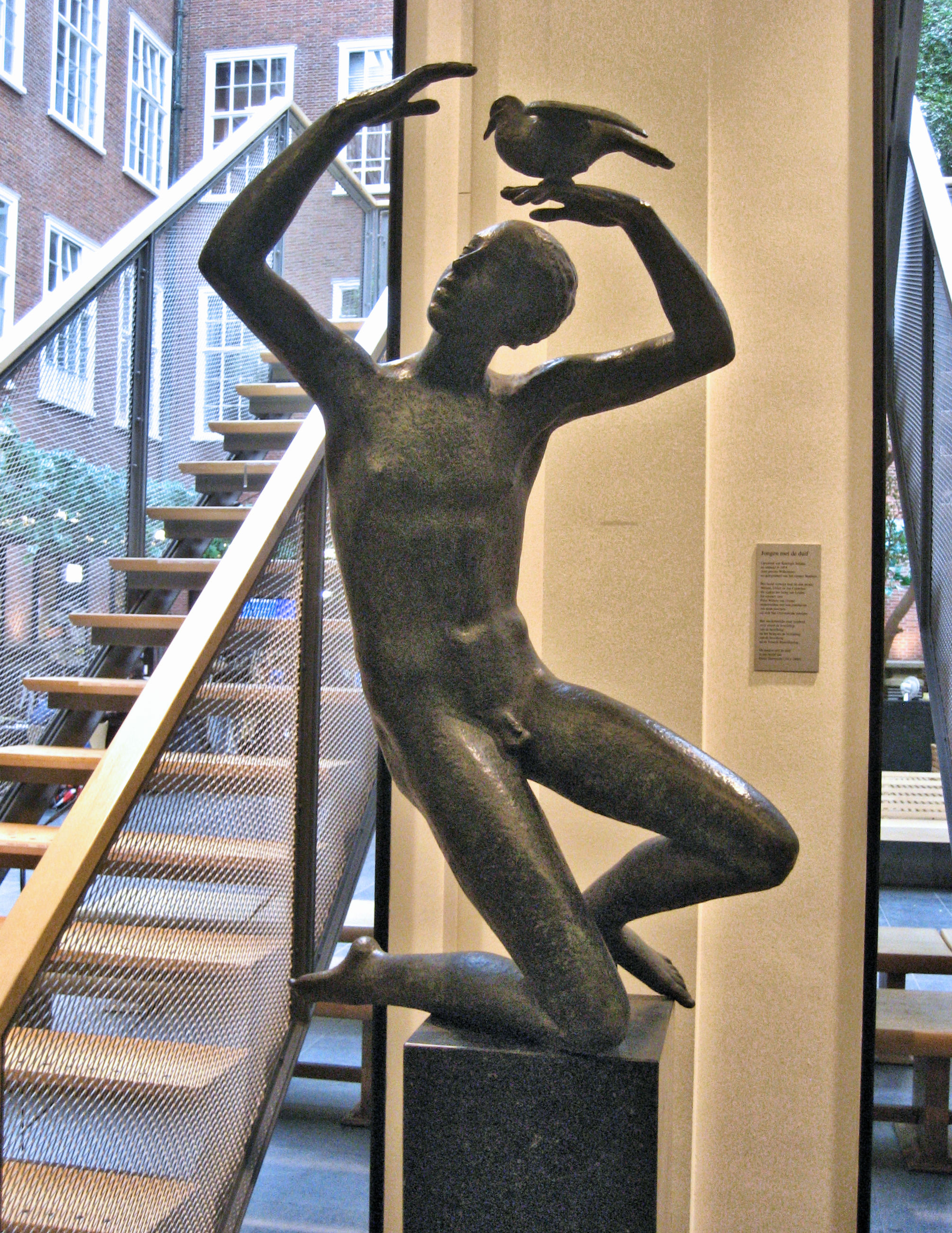
Junge mit Taube (1954). Statue von Pieter Starreveld in der Stadthalle.
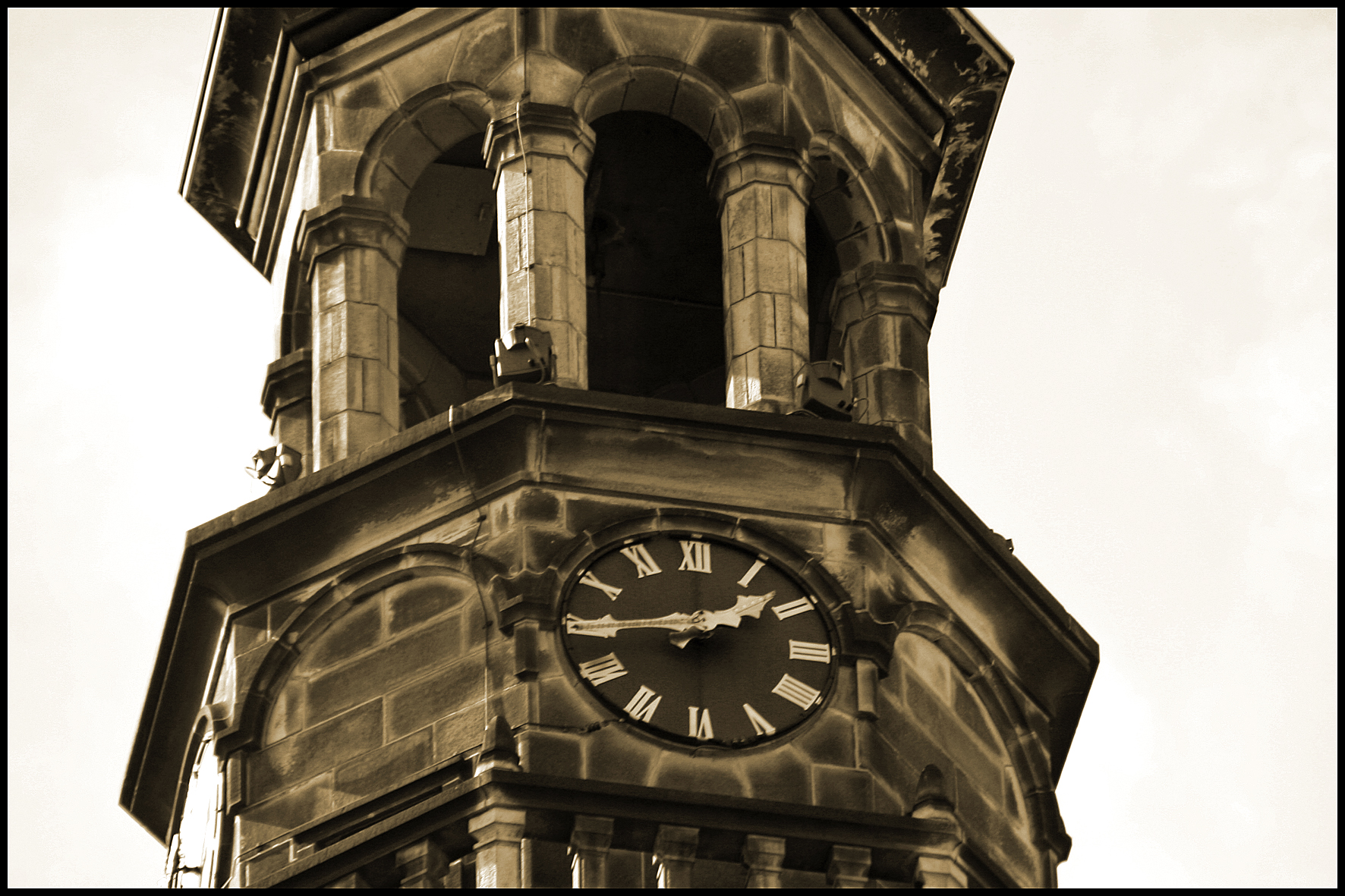
Detail des Turms
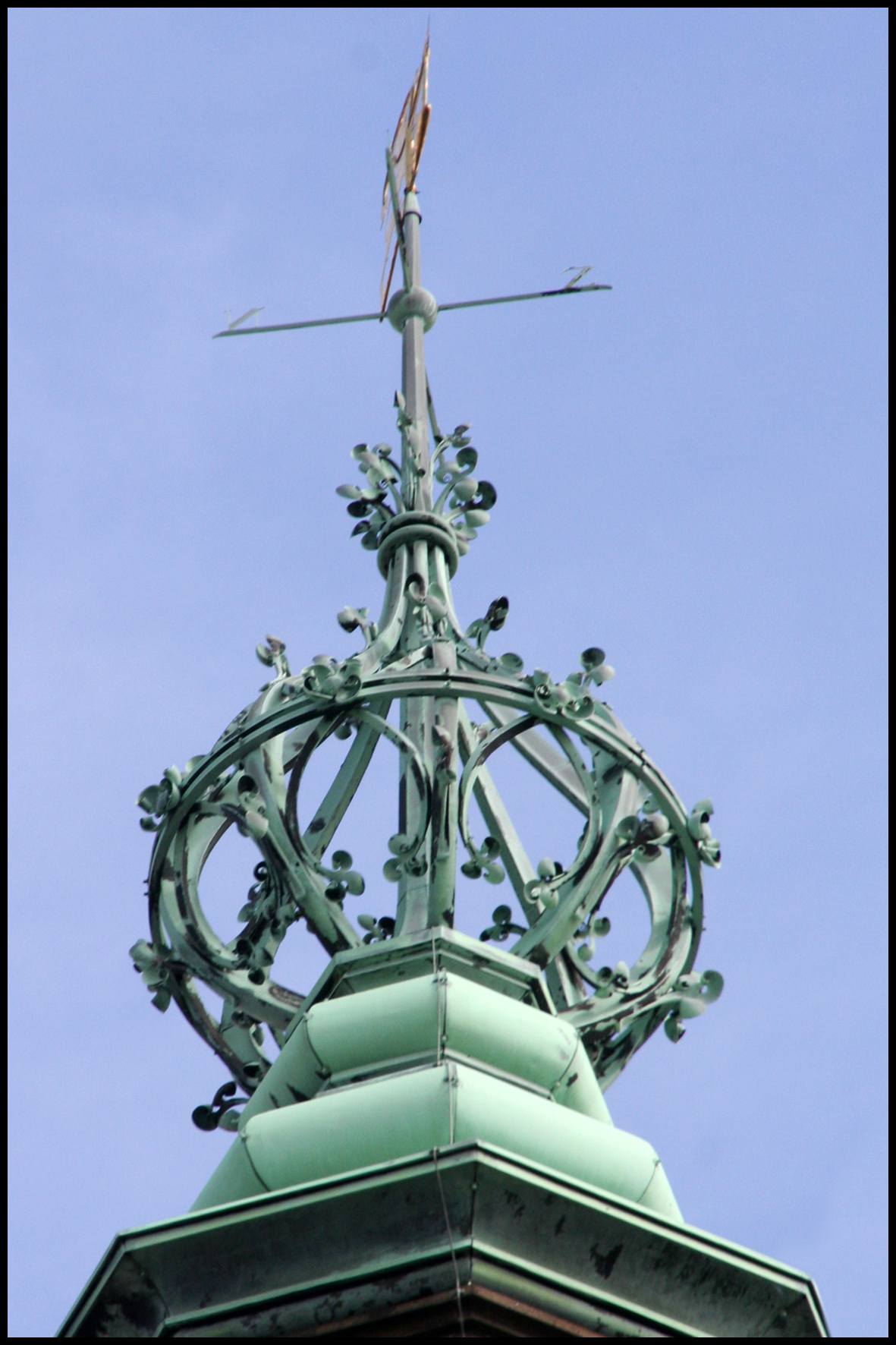
Detail des Turms
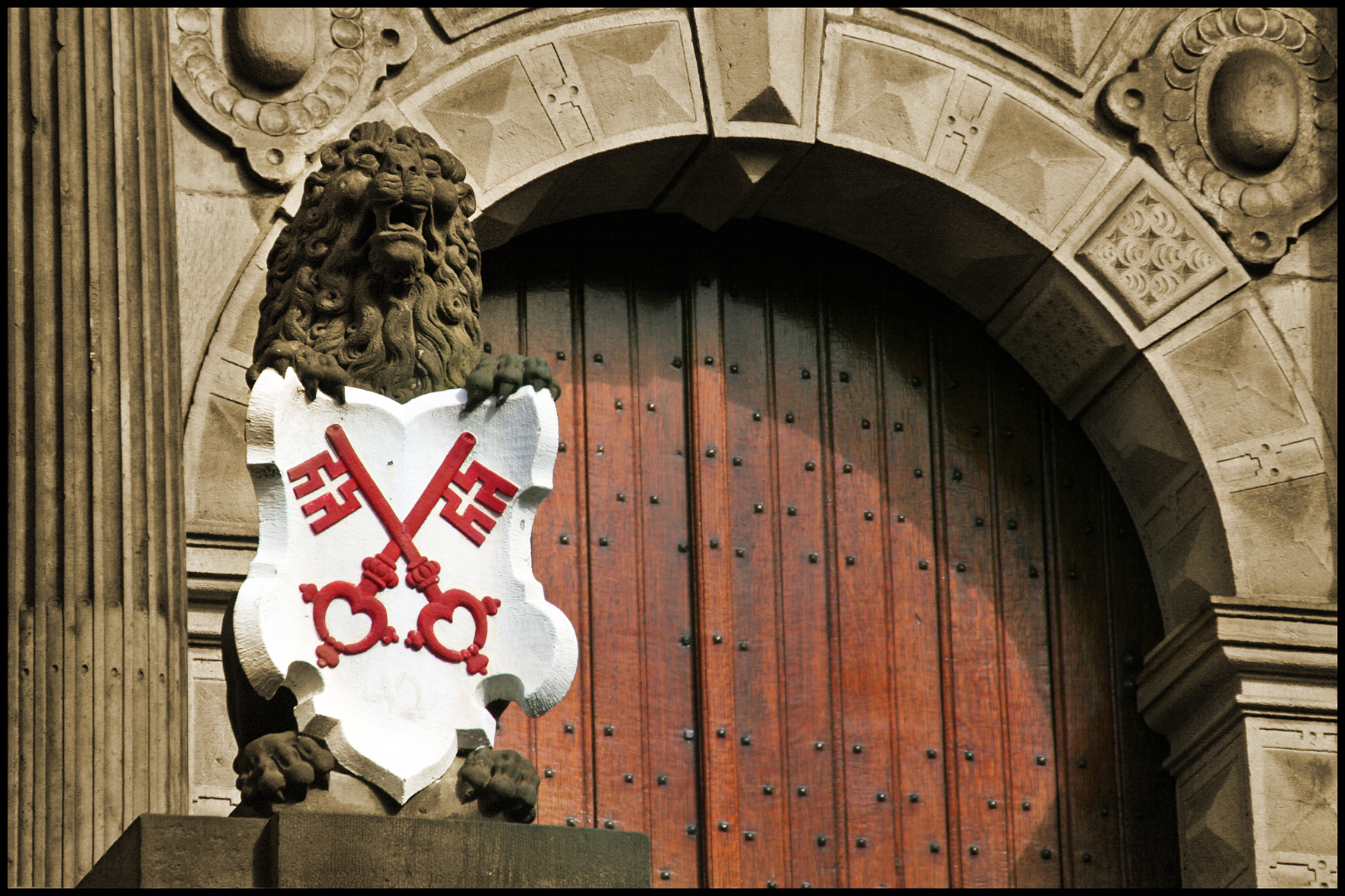
Leiden, das Stadtwappen